# گاوبنده
گاوبنده(شهرک شهید عسگری)، شهرک کوچکی از توابع بخش مرکزی شهرستان کرمانشاه در استان کرمانشاه ایران است.

## جمعیت
این شهرک در حومه شهرستان کرمانشاه قرار دارد و براساس سرشماری مرکز آمار ایران در سال ۱۳۹۵، جمعیت آن ۲٬۴۰۳ نفر (۶۹۱خانوار) بوده‌است. گویش مردم این منطقه همانند گویش بیشتر  استان کرمانشاه «كلهري» می‌باشد.